# Обсерватория Вайза
Обсерватория Вайза — астрономическая обсерватория, основанная в 1971 году в пустыне Негев, Израиль, на краю кратера Рамон в 5 км западнее города Мицпе-Рамон. Полное название — «Обсерватория Флоренции и Джорджа Вайз». Обсерватория принадлежит и управляется Тель-Авивским университетом.

## Руководители обсерватории
- Ури Фельдман (1971—1973)
- Ашер Готтесман (1973—1975)
- Дрор Саде (1975—1977)
- Йешаяху Лейбович (1977—1980)
- Хагай Нецер (1980—1983)
- Йешаяху Лейбович (1983—1988)
- Tsevi Мазе (1988—1990)
- Хагай Нецер (1990—1991)
- Йешаяху Лейбович (1991—1998)
- Дэн Маоз (1998—2000)
- Ной Брош (2000—2006)
- Tsevi Мазе (2006-февраль 2007)
- Ной Брош (февраль 2007—2009)

## История обсерватории
Обсерватория была основана в октябре 1971 года при сотрудничестве между Тель-Авивским университетом и Смитсоновским институтом и названа в честь покойного доктора Джорджа С. Вайза — первого президента Тель-Авивского университета.

## Инструменты обсерватории
- Телескоп фирмы «Боллер и Цивенс» — 1-метровый (40-дюймовый) Ричи-Кретьен (F/7) (1973 год)
- Центурион-18 — 46-см (18-дюймовый) телескоп первичного фокуса (как в обсерватории ISON-NM), 2004 год — сейчас полностью может работать дистанционно
- CONCAM — камера всего неба
- НАТ — Венгерский Автоматический Телескоп (D=10см) — для поиска экзопланет (WHAT — Wise Hungarian Automated Telescope), объектив Canon 200mm f/1.8 и ПЗС-камера Apogee AP10 2048x2048 pix, поле зрения 8.2x8.2 градусов.

## Направления исследований
- Фотометрия переменных звезд
- Мониторинг гравитационного микролинзирования
- Фотометрия астероидов ГП и ОЗА
- Фотометрия и спектральные наблюдения АЯГ
- Поиск сверхновых
- Поиск экзопланет
- Исследование областей звездообразования с использованием широких и узких фильтров

## Основные достижения
- Открытие 40 астероидов, семи из них уже присвоен постоянный номер:

| Открытые нумерованные астероиды : 7 | Открытые нумерованные астероиды : 7 |
| ----------------------------------- | ----------------------------------- |
| (9804) 1997 NU                      | 1 июля 1997                         |
| (148094) 1999 GP6                   | 15 апреля 1999                      |
| (36031) 1999 NG64                   | 10 июля 1999                        |
| (137217) 1999 NH64                  | 8 июля 1999                         |
| (139308) 2001 KH20                  | 22 мая 2001                         |
| 128054 Eranyavneh                   | 28 июня 2003                        |
| (143644) 2003 OE3                   | 23 июля 2003                        |

- Участие в проектах: CONCAM, LAIWO, Lensed Quasars Monitoring project, MicroFUN project, Palomar-Green (PG) quasars monitoring project, SpaceGuard project, TAUVEX project: Tel Aviv University UV EXplorer, TAVAS — Tel Aviv Astronomical Variability Survey, WET project, WHAT (Wise observatory Hungarian-made Automated Telescope) и WOOTS (Wise Observatory Optical Transient Search)
- Обнаружение и исследование экзопланеты Осирис у HD 209458
- Высокоточные фотометрические наблюдения оптического послесвечения гамма-всплеска GRB 030329
- Первое обнаружение признаков атмосферы у Плутона при покрытии им звезды 19 августа 1985[1][2][3] (хотя из-за невысокого качества этих данных приоритет иногда отдают[4][5] другой работе).